# Breves
Pour les articles homonymes, voir Breves.
Les Breves ont été les premiers colonisateurs d'une région du Brésil qui est l'actuelle province de Rio de Janeiro. Réputés comme étant de grands planteurs esclavagistes de café, ils ont établi de nombreuses villes : Piraí, São João Marcos, Pinheiral et Barra do Piraí.
Le plus important des Breves fut le commandeur Joaquim José de Souza Breves. Souvent qualifié de "roi du café au Brésil", il était responsable de grandes parcelles de terres, d'environ six mille esclaves et d'une impressionnante production de café.
Une de leurs propriétés plus importantes a été l'exploitation agricole du Gramme, le siège d'innombrables autres propriétés agricoles, avec des dizaines de chambres, d'hôpital, et de nombreuses escravaria. Un vrai fief, avec la maison principale dans le style italien et statues de marbre dans les jardins.